# Сальбом, Найма
Найма Сальбом (швед. Naima Sahlbom; 15 мая 1871, Стокгольм — 29 марта 1957, Стокгольм) — шведский химик, минералог и участница движения за мир.

## Биография
Найма Сальбом родилась 15 мая 1871 года в Стокгольме, в семье инженера-строителя Густава Вальфрида Сальбома и его жены Шарлотты Бернардины, урождённой Халлин. В семье было пятеро детей.
Найма рано проявила интерес к науке. Окончив Школу Валлин в Стокгольме (швед. Wallinska skolan), она поступила в Стокгольмский колледж, где была замечена благодаря своим способностям в области химического анализа. Особенно её интересовали глины и минералы. В 1894 году Сальбом стала членом Геологического общества в Стокгольме и в том же году начала учиться в Уппсальском университете, который окончила в 1896 году.
Некоторое время Сальбом работала в химическо-техническом бюро (Kemisk-tekniska byrån) в Стокгольме; затем в Хельсинки. В 1897 году была опубликована её первая статья о химическом анализе пород острова Альнё; в 1900 году — вторая, совместно с геологом из Уппсальского университета Юханом Андерссоном, о содержании фторидов в фосфоритах Швеции. Однако найти постоянную работу в Швеции было трудно. Некоторое время Сальбом работала в Шведском музее естественной истории в Стокгольме и благодаря этому получила возможность поехать на обучение в Германию, в Ахен, где, помимо химического анализа, изучала фотографические методы регистрации радиоактивного излучения. Затем Сальбом изучала химию и минералогию в Базеле и в 1910 году получила докторскую степень в университете Невшателя, защитив диссертацию по теме «Капиллярный анализ коллоидных растворов» (швед. Kapillaranalyse kolloider Lösungen).
Вернувшись в Стокгольм, Сальбом продолжила разрабатывать методы радиоактивного анализа, который стал одной из её основных специализаций.
В 1914 году она открыла в Стокгольме собственную лабораторию, где занималась исследованием минеральных вод, горных пород и руд, а также выполняла анализы по запросу химиков, минералогов, петрографов и государственных организаций. В 1907 и 1916 года она опубликовала результаты своих исследований о взаимосвязи радиоактивности природных источников и характера пород в месте их нахождения.
Помимо достижений в области химии, Сальбом была известна в качестве борца за мир. На протяжении двадцати пяти лет она была активным членом шведской секции Международного женского союза за мир и свободу, а в 1935 году стала её почётным президентом. В 1946 её общественная деятельность была отмечена медалью Illis quorum.
Найма Сальбом умерла в Стокгольме в 1957 году.